# Jamila Woods
Jamila Woods (* 6. října 1989 Chicago) je americká zpěvačka a básnířka. Její poezie vyšla například v antologiích The UnCommon Core: Contemporary Poems for Learning & Living (2013), Courage: Daring Poems for Gutsy Girls (2014) a The Breakbeat Poets: New American Poetry in the Age of Hip-Hop (2015). Své první album nazvané Heavn vydala v roce 2016 a podíleli se na něm například Nico Segal, Chance the Rapper a Noname. Druhá deska Legacy! Legacy! následovala o tři roky později a přispěli na ní například Nico Segal a Nitty Scott. V roce 2015 zpívala v písni „Sunday Candy“ na albu Surf projektu Donnie Trumpet & The Social Experiment. V následujícím roce se podílela na písni „Blessings“ z alba Coloring Book od Chance the Rappera. Také přispěla do písně „White Privilege II“ z alba This Unruly Mess I've Made od Macklemora a Ryana Lewise.